# Colmeal (Figueira de Castelo Rodrigo)
Colmeal era una freguesia portuguesa del municipio de Figueira de Castelo Rodrigo, distrito de Guarda.

## Topónimo
El topónimo alude a las colmenas que había en la zona,

## Historia
La localidad de su nombre está situada en la sierra de la Marofa, y ya aparece documentada 1183 como propiedad de la Orden de San Julián de Pereiro. En el siglo XV se construyó la iglesia, y en la casa solariega con el escudo de los Cabrais vivió Pedro Álvares Cabral, hijo de los Señores de Belmonte. Su abuelo materno fue Señor de Almendra, Castelo Melhor, Colmeal y Malpartida, y el paterno fue Señor de Vila de Melo. En el siglo XVI contaba con 15 habitantes y aun pertenecía al Señorío de Belmonte. Un siglo más tarde la población se había multiplicado hasta alcanzar los 50 habitantes, pero durante la guerra de la restauración fue destruida. Fue curato del vicario de Penha de Águia. Hasta 1895 perteneció al municipio de Pinhel, año en que pasó a formar parte del de Figueira de Castelo Rodrigo. En 1940 tenía 60 habitantes que fueron desalojados en 1957 por desacuerdos con la entonces dueña de las tierras. El desalojo fue traumático, con intervención de la Guardia Nacional Republicana, tras fallo en firme de los tribunales. Posteriormente, las propiedades fueron vendidas al abogado de la anterior propietaria, quien, desde 1968 y junto con la Comisaría de Turismo, solicitó a la Dirección General de Edificios y Monumentos Nacionales de Portugal la recuperación de la localidad. En 1975 el propietario proyectó transformarlo en refugio de cazadores y hotel, idea que fue llevada a cabo en la primera mitad de la década de 2010. El hotel se compone de apartamentos construidos manteniendo las ruinas de las antiguas casas.
Fue suprimida el 28 de enero de 2013, en aplicación de una resolución de la Asamblea de la República portuguesa promulgada el 16 de enero de 2013 al unirse con la freguesia de Vilar Torpim, formando la nueva freguesia de Colmeal e Vilar Torpim.

## Patrimonio
El poblado tuvo expediente de clasificación como bien cultural por la Dirección General de Patrimonio Cultural portugués, que no llegó a término.

el pueblo de Colmeal en 2015
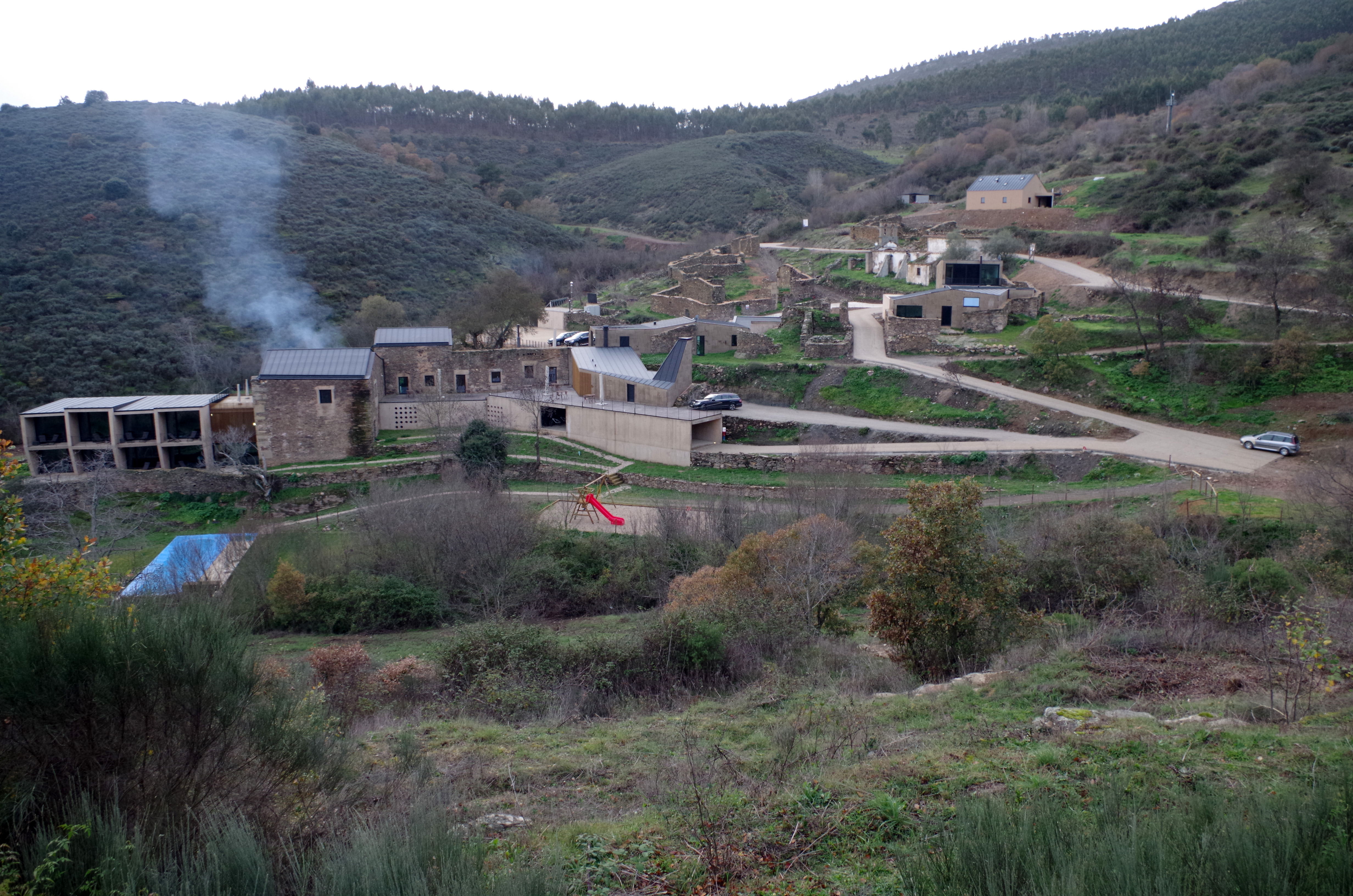
Vista general del pueblo
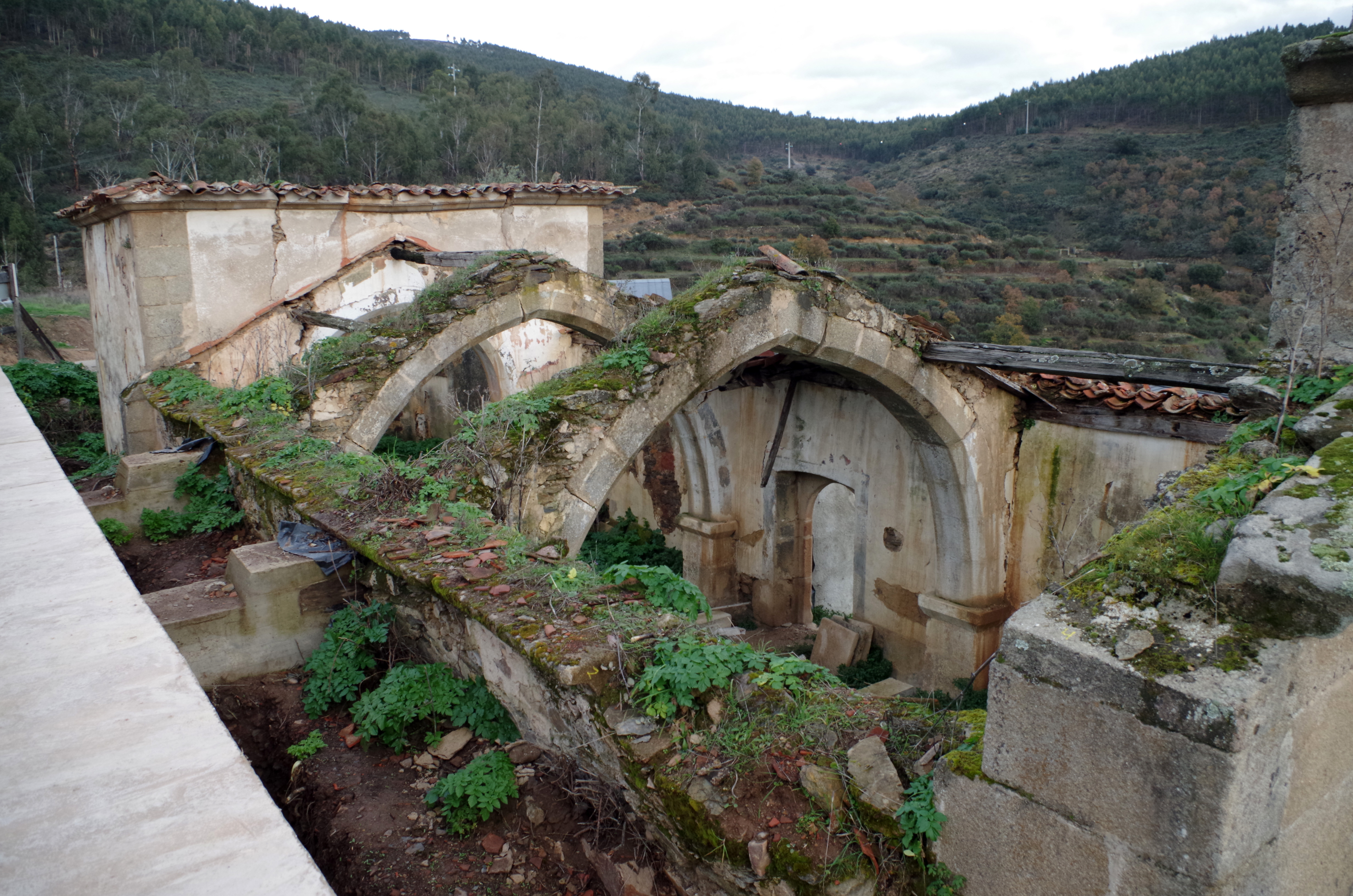
Ruinas de la iglesia
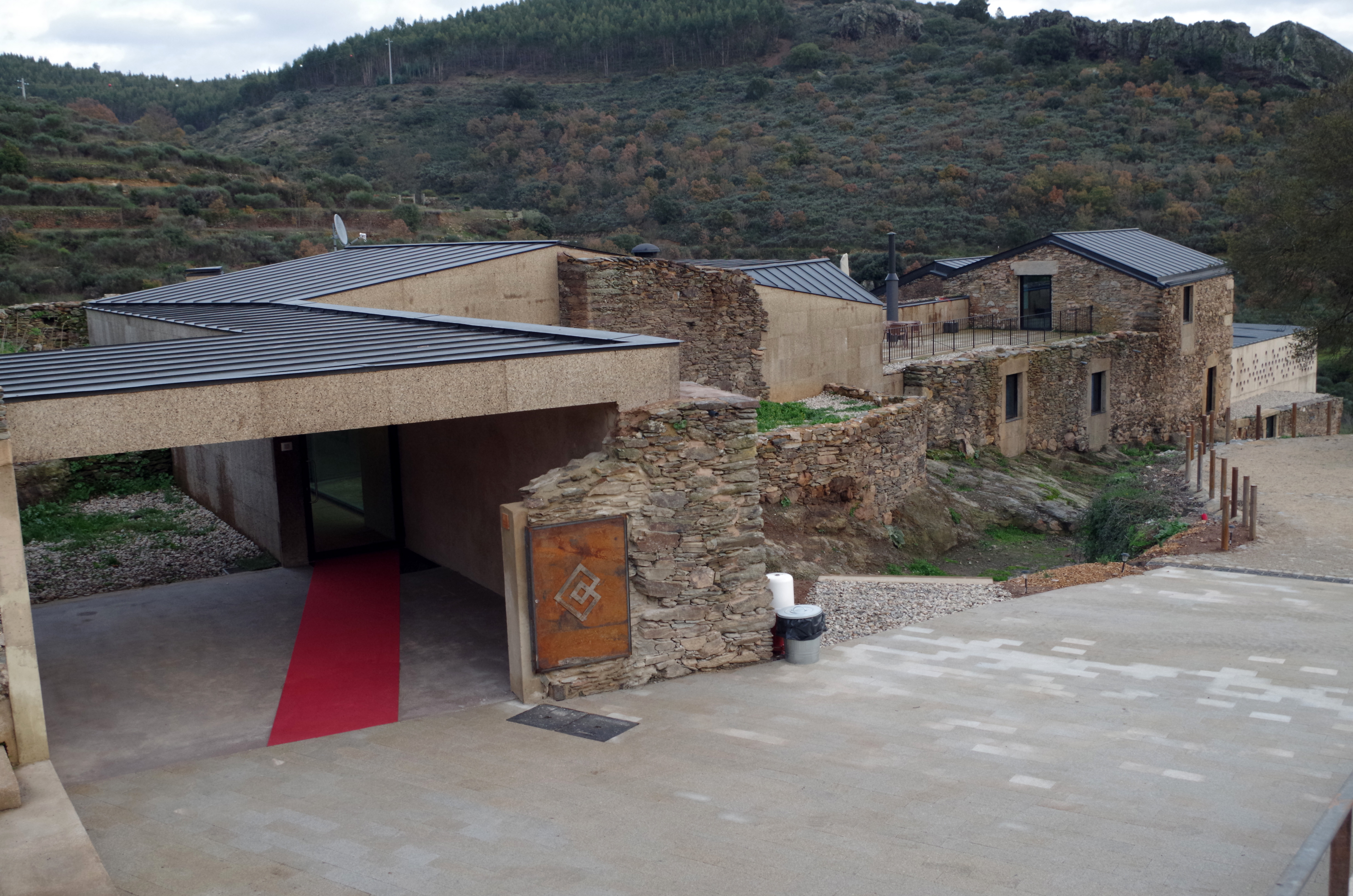
Edificio principal del hotel
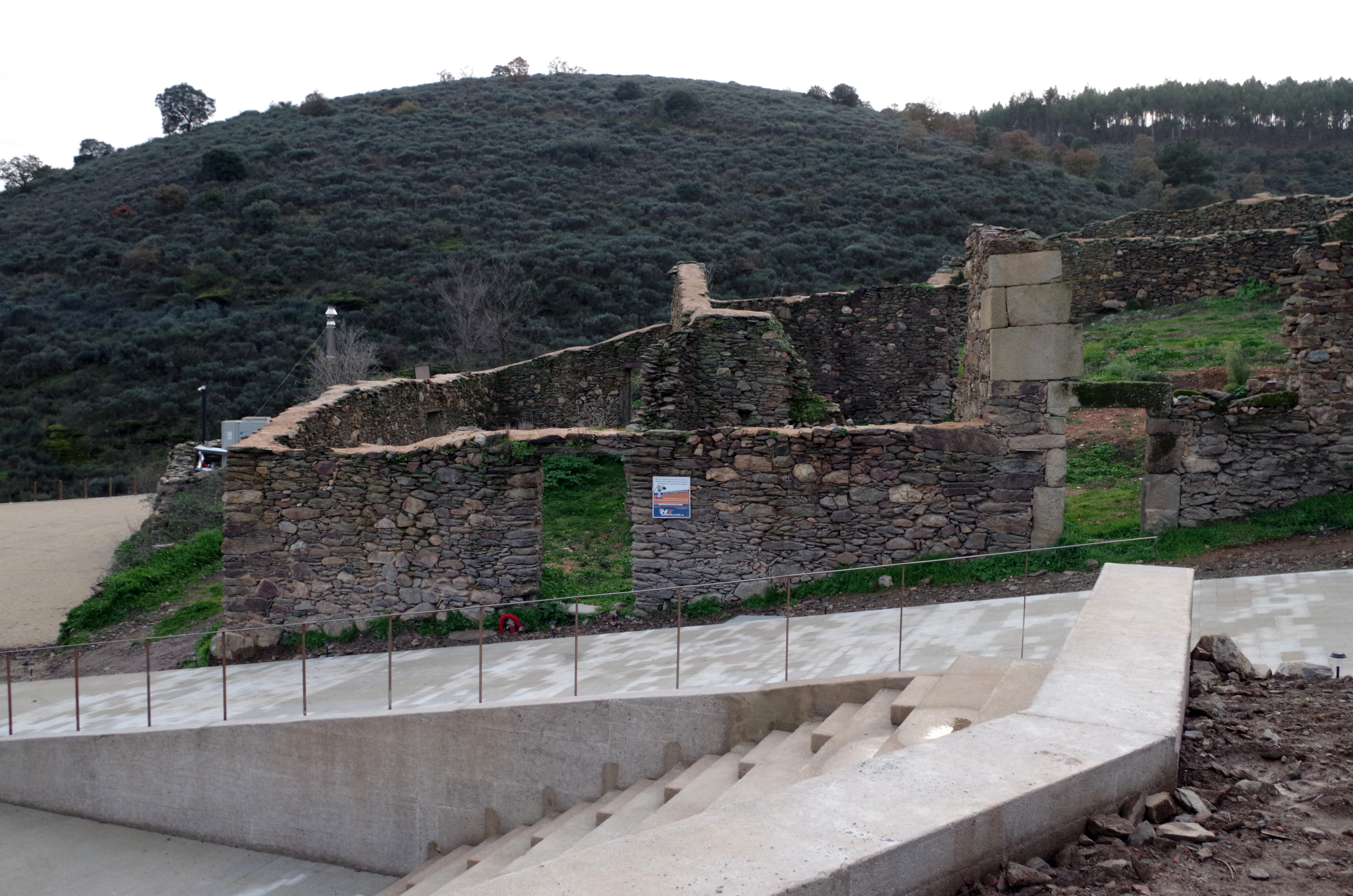
Ruinas de antiguas viviendas